# Julia Bonds
Julia "Judy" Bonds (27 de agosto de 1952 - 03 de enero de 2011) fue una organizadora y activista de las montañas Apalaches de Virginia occidental, Estados Unidos. Criada en una familia de mineros del carbón, trabajó desde una edad temprana en empleos de sueldo mínimo. Bonds era la directora de la Coal River Mountain Watch (CRMW), (="Guardia montañera del río del Carbón", en español). Se le ha apodado "la madrina del movimiento en contra de la minería de carbón a cielo abierto".

## Activismo medioambiental
Mucha de su actividad organizadora se centró en el papel desempeñado por la compañía minera Massey Energy de Richmond, Virginia y la devastación en Marfork Hollow, del valle de Río del Carbón, así como en otras comunidades en los Apalaches. Bonds testificó en contra de la compañía en audiencias reguladoras, demandó a la minería de superficiey lideró protestas contra Massey. Hacia 2003, había llevado a la CRMW a asociarse con United Mine Workers Union (="Sindicato de trabajadores mineros unidos", en español) para detener el peligroso uso de camiones carboneros sobrecargados por parte de las compañías mineras y para convencer a la agencia de responsabilidad minera estatal a proteger mejor las comunidades del valle de las voladuras mineras. En 2009, trajo a la actriz Daryl Hannah y al científico de la NASA James Hansen para protestar contra la proximidad de un dique y un silo de almacenamiento para residuos de carbón junto a una escuela de primaria de Virginia Occidental. La CRMW, el Sierra Club y otros grupos pusieron un pleito en abril de 2010 acusando a la Massey Energy de violar la Clean Water Act de los EE. UU.
Durante años soñó con una "marcha de los mil montañeses" en Washington D. C., En septiembre de 2010, aquel sueño se haría realidad al marchar miles hasta la Casa Blanca por el "Ascenso de Apalachia"', un movimiento de masas con el fin de persuadir al Congreso de los EE. UU. para que detuviera la expedición de rellenos del valle y otros tipos de permisos que permitirían a las empresas arrasar las montañas por completo con la prospección carbonera. Tras la sentada en las oficinas del Cuerpo de ingenieos del ejército, bloqueando la EPA y el Banco PNC, fueron arrestados en la Casa Blanca un número sin precedentes de aproximadamente 100 manifestantes.

## Premios
A Bonds se le otorgó el Premio Medioambiental Goldman en 2003, por liderar la lucha contra la práctica minera denominada minería de carbón a cielo abierto en la cordillera de los Apalaches. En una entrevista después de recibir el premio, Bonds relató cómo sus principios se basaban en las enseñanzas de su madre, sus conviciones religiosas (de ambos progenitores, baptistas y cherokíes) y de las escrituras de Martin Luther King y Gandhi:
Mi sentido de la justicia y el ultraje vienen de mi madre. (...) Estamos aquí para cuidar y responsabilizarnos de esta tierra (...) Sé que lo  que hago está bien. Pueden llamarme como quieran. No voy a parar.
Vernon Haltom, codirector de la CRMW, escribió sobre la pasión de Bonds por la justicia medioambiental en Apalachia:
Judy Soportó mucho sufrimiento personal por su liderazgo. Mientras personas con mucho menos coraje endulzarían sus palabras o sencillamente se callarían y sentarían, Judy hablaba en voz alta en cuanto pasaba algo. Soportó agresión física, abuso verbal y amenazas de muerte porque se mantuvo firme por la justicia para su comunidad.
Bonds murió de cáncer el 03 de enero de 2011, con 58 años.

## Otras lecturas
- Appalachian Studies Association. «Appalachian Studies Resources». Consultado el 8 de enero de 2011.
- Eller, Ronald (2008). Uneven Ground: Appalachia Since 1945. Lexington: University Press of Kentucky. ISBN 978-0-8131-2523-7.
- Shnayerson, Michael (May 2006). «The Rape of Appalachia». Vanity Fair. Consultado el 8 de enero de 2010.
- Beth Vorhees. Coal-to-Liquids conference, protest in West Virginia (Televisión). West Virginia: West Virginia Public Broadcasting.  Escena en 23 08 2007. Consultado el 4 de enero de 2011.
- Appalachian Regional Commission (ARC). «ARC Research, Maps and Data». Consultado el 8 de enero de 2011.